# 標準型ゲーム
標準型ゲーム（ひょうじゅんがたげーむ、英: normal form game）は、展開型ゲームと並び非協力ゲームの基本的表現形式であり、プレイヤー集合、戦略空間、利得関数の 3 つの要素から構成される。展開型ゲームは標準型ゲームより多くの情報を含んでおり、すべての展開型ゲームは標準型ゲームに変換することができる。一方、標準型ゲームは同時手番ゲームとみなすことができる。プレイヤー集合及び戦略空間が有限集合のとき、ナッシュ均衡および完全均衡が混合戦略の範囲で存在することが知られている（ナッシュの定理）。
標準型ゲームは、正規形ゲームあるいは戦略型ゲーム（英: strategic form game）とも呼ばれる。

## 定義
標準型ゲームとは 3 つ組 G = (N, S, u) として表現され、それぞれ、N はプレイヤーの集合、{\displaystyle S=\prod _{i\in N}S_{i}} は戦略空間、{\displaystyle u=(u_{i})_{i\in N},\;(u_{i}:S\to \mathbb {R} )} の各要素 ui は利得関数と呼ばれる。N および S が有限集合のとき、有限ゲームと呼ばれることがある。
プレイヤー i の純粋戦略 (pure strategy) とは、戦略集合 Si の要素のことをいう。Si が有限集合のとき、プレイヤー i の混合戦略 (mixed strategy) とは、写像 {\displaystyle \sigma _{i}:S_{i}\to [0,1]} のうち {\displaystyle \sum _{s_{i}\in S_{i}}\sigma _{i}(s_{i})=1} をみたすもののことをいう。Si が有限集合でない場合は、適当な Si 上の σ-代数を 1 つ定め、その上の確率測度を混合戦略と呼ぶ場合がある。

2人ゲームの場合、すなわち、プレイヤーが2人の場合には双行列ゲーム (bimatrix game) として表すことがある。特に、以下のようにプレイヤーと戦略を明示する表現がしばしば用いられる。以下では N ={A, B}, SA ={a1, a2, ..., amA}, SB ={b1, b2, ..., bmB} としている。
| プレイヤーBプレイヤーA | 戦略b1                   | ⋯ | 戦略bmB                    |
| ---------------------- | ------------------------ | - | -------------------------- |
| 戦略a1                 | uA(a1, b1), uB(a1, b1)   | ⋯ | uA(a1, bmB), uB(a1, bmB)   |
| ⋮                      | ⋮                        | ⋱ | ⋮                          |
| 戦略amA                | uA(amA, b1), uB(amA, b1) | ⋯ | uA(amA, bmB), uB(amA, bmB) |

## 展開型ゲームとの関係

### 標準型ゲームへの変換
展開型ゲームは情報集合と呼ばれる意思決定点 h においてどのような行動 a が選択されるかを問題にする。プレイヤー i が行動する情報集合の集合を Hi とし、それに含まれる情報集合 hi において選択しうる行動の集合を A (hi) とすると、プレイヤー i の純粋戦略は写像 {\displaystyle s_{i}:H_{i}\to \bigcup _{h_{i}\in H_{i}}A(h_{i})} で {\displaystyle s_{i}(h_{i})\in H_{i}} をみたすもののことをいう。混合戦略は標準型ゲームと同様に定義される。また、A (hi) の元の代わりに、A (hi) 上の確率測度を与えるような写像を行動戦略と呼び、プレイヤー集合、情報集合の集合、および各行動の集合が有限のとき、行動戦略は混合戦略と一致する（クーンの定理）。
展開型ゲームにおいて利得関数はゲームツリーの終点から実数への写像として定義される。終点とは、その点に至るまでにとられた行動の列とみなしてよい。純粋戦略の組 {\displaystyle s=(s_{i})_{i\in N}} が与えられれば一意に終点が定まるので、新たに標準型ゲームの利得関数として s から実数を与える写像 {\displaystyle u_{i}(s)} を定めることができる。
以上のようにして、展開型ゲームから戦略型ゲーム (N, S, u) を定めることができる。

## 均衡概念
均衡概念およびそれに準じた概念のうち、代表的なものを以下に挙げる。
- ナッシュ均衡
- 部分ゲーム完全均衡
- ベイジアン・ナッシュ均衡
- 逐次均衡
- 摂動完全均衡
- 合理化可能性
- 進化的に安定な戦略